# 八雲 (目黒区)
八雲（やくも）は、東京都目黒区の町名。住居表示による町名は八雲一丁目から五丁目がある。住居表示実施済区域。郵便番号は152-0023（集配局 : 目黒郵便局）。

## 地理
目黒区西部に位置する。北で東が丘、北東で柿の木坂、東で平町、南東で中根、南で自由が丘、南西の目黒通り上の一点で世田谷区等々力、西で世田谷区深沢、北西で世田谷区駒沢公園と隣接し、駒沢オリンピック公園の東南にあたる。

### 地価
住宅地の地価は、2025年（令和7年）1月1日の公示地価によれば、八雲2-16-19の地点で100万円/m2となっている。

## 歴史
1964年（昭和39年）に従前の衾町・宮前町・中根町・大原町・芳窪町の各一部から成立。旧：荏原郡衾村。

### 地名の由来
地内にある氷川神社に奉られている素戔嗚尊（すさのおのみこと）が、出雲国において奇稲田姫（くしなだひめ・櫛名田姫）との新しい住居を構える際、「八雲立つ出雲八重垣妻ごみに八重垣つくるその八重垣を」と詠んだ（日本初の和歌とされる）。この和歌を由来とした八雲学校（現：八雲小学校）の名により、これを地名とした。

## 世帯数と人口
2025年（令和7年）3月1日現在（目黒区発表）の世帯数と人口は以下の通りである。
| 丁目       | 世帯数    | 人口     |
| ---------- | --------- | -------- |
| 八雲一丁目 | 1,589世帯 | 2,652人  |
| 八雲二丁目 | 1,773世帯 | 3,393人  |
| 八雲三丁目 | 1,979世帯 | 4,090人  |
| 八雲四丁目 | 973世帯   | 2,037人  |
| 八雲五丁目 | 1,345世帯 | 2,817人  |
| 計         | 7,659世帯 | 14,989人 |

### 人口の変遷
国勢調査による人口の推移。
| 年                 | 人口   |
| ------------------ | ------ |
| 1995年（平成7年）  | 11,945 |
| 2000年（平成12年） | 13,108 |
| 2005年（平成17年） | 14,299 |
| 2010年（平成22年） | 14,595 |
| 2015年（平成27年） | 14,934 |
| 2020年（令和2年）  | 15,217 |

### 世帯数の変遷
国勢調査による世帯数の推移。
| 年                 | 世帯数 |
| ------------------ | ------ |
| 1995年（平成7年）  | 5,238  |
| 2000年（平成12年） | 6,127  |
| 2005年（平成17年） | 6,699  |
| 2010年（平成22年） | 6,608  |
| 2015年（平成27年） | 7,058  |
| 2020年（令和2年）  | 7,358  |

## 学区
区立小・中学校に通う場合、学区は以下の通りとなる（2025年4月現在）。
| 丁目       | 番地 | 小学校             | 中学校             |
| ---------- | ---- | ------------------ | ------------------ |
| 八雲一丁目 | 全域 | 目黒区立八雲小学校 | 目黒区立第十中学校 |
| 八雲二丁目 | 全域 | 目黒区立八雲小学校 | 目黒区立第十中学校 |
| 八雲三丁目 | 全域 | 目黒区立宮前小学校 | 目黒区立第十中学校 |
| 八雲四丁目 | 全域 | 目黒区立東根小学校 | 目黒区立第十中学校 |
| 八雲五丁目 | 全域 | 目黒区立東根小学校 | 目黒区立第十中学校 |

## 産業

### 事業所
2021年（令和3年）現在の経済センサス調査による事業所数と従業員数は以下の通りである。
| 丁目       | 事業所数  | 従業員数 |
| ---------- | --------- | -------- |
| 八雲一丁目 | 143事業所 | 1,218人  |
| 八雲二丁目 | 79事業所  | 827人    |
| 八雲三丁目 | 112事業所 | 1,449人  |
| 八雲四丁目 | 36事業所  | 203人    |
| 八雲五丁目 | 76事業所  | 436人    |
| 計         | 446事業所 | 4,133人  |

### 事業者数の変遷
経済センサスによる事業所数の推移。
| 年                 | 事業者数 |
| ------------------ | -------- |
| 2016年（平成28年） | 358      |
| 2021年（令和3年）  | 446      |

### 従業員数の変遷
経済センサスによる従業員数の推移。
| 年                 | 従業員数 |
| ------------------ | -------- |
| 2016年（平成28年） | 2,993    |
| 2021年（令和3年）  | 4,133    |

## 交通

### 鉄道
町域内には駅はないが、一丁目の南東端が都立大学駅北口交差点であり、東急東横線の同駅が利用しやすい。

### バス
東急バスの路線網が、目黒通り・駒沢通り・自由通り、柿の木坂通りを中心に充実している。都立大学駅北口や東京医療センターを起終点とする路線もある。
目黒通りでは、等々力駅、二子玉川駅、目黒駅、東京駅、桜新町駅（弦巻営業所）などへ、柿の木坂通りには東京医療センターと多摩川駅、渋谷駅を結ぶ路線のほか、平日朝に弦巻営業所と都立大学駅北口を結ぶ路線が循環している。自由通りには渋谷駅と田園調布駅を結ぶ路線があり、駒沢通りには恵比寿駅と用賀駅を結ぶ路線がある。恵比寿駅へ向かう路線は目黒区総合庁舎（区役所）を経由する。

### 道路
南側の目黒通り沿いと北側の駒沢通り、西側の自由通りと3つの都道がある。また、区道としては柿の木坂通りが柿の木坂との境目に通る。

## 施設
- 目黒区立八雲小学校
- 目黒区立宮前小学校
- 目黒区立第十中学校
- 八雲学園中学校・高等学校
- 東京都立桜修館中等教育学校
- ケニア大使館
- スーダン大使館
- トーゴ大使館
- めぐろ区民キャンパス
- 駒沢オリンピック公園
- 衾町公園

### 現存しない施設
- 東京都立大学

## 出身・ゆかりのある人物
- 小杉隆（衆議院議員、文部大臣）
- 西村尚治（参議院議員、沖縄開発庁長官） - 住所が八雲3丁目[17][18]。